# Ghost Trick: Phantom Detective
Ghost Trick: Phantom Detective (Japanska: ゴースト トリック Gōsuto Torikku) är ett äventyrsspel utvecklat av Capcom till Nintendo DS och IOS. Spelets huvudutvecklare var Shu Takumi, som även skapade Ace Attorney-serien. Spelet publicerades av Capcom, och släpptes till Nintendo DS i Japan den 19 juni 2010, i Nordamerika den 11 januari 2011 och i Europa den 14 januari 2011. En version till IOS släpptes i Japan den 16 december 2010, och internationellt den 2 februari 2012.